# Papilio maroni
Papilio maroni is een vlinder uit de familie van de pages (Papilionidae). De wetenschappelijke naam van de soort is voor het eerst geldig gepubliceerd in 1923 door Moreau. Deze naam wordt wel beschouwd als een synoniem van Papilio chiansiades.